# Polyclinum glabrum
Polyclinum glabrum är en sjöpungsart som beskrevs av Sluiter 1895. Polyclinum glabrum ingår i släktet Polyclinum och familjen klumpsjöpungar. Inga underarter finns listade i Catalogue of Life.